# Arsenal, Dubrovnik
Arsenal är en kulturminnesskyddad byggnad i Dubrovnik i Kroatien. Byggnaden är belägen i stadens gamla hamn i den östra sidan av Gamla stan. Den uppfördes troligtvis redan under 700-talet (enligt äldre krönikor möjligtvis år 782) och tjänade som skeppsvarv i den forna republiken Dubrovnik. Den har byggts om och tillbyggts flera gånger under sin existens. Idag används byggnaden, en av Gamla stans landmärken, till kaféverksamhet.

## Historik och beskrivning
Byggnaden är en arkad med tre välvda sektioner. Då fartyg byggdes eller reparerades fördes de in i de välvda sektionerna som under bygget eller reparationen murades igen för att förhindra utländska spioner från att notera varvsindustrins hemligheter och tekniker. I byggnaden underhölls och reparerades bland annat Dubrovniks fyra galärer med uppgift att skydda staden.